# مارسلینو وارگاس
مارسلینو وارگاس (اسپانیایی: Marcelino Vargas‎؛ زادهٔ ۱ فوریهٔ ۱۹۲۱ - درگذشته نامشخص) بازیکن فوتبال اهل پاراگوئه بود.
از باشگاه‌هایی که در آن بازی کرده‌است می‌توان به باشگاه فوتبال دپورتیوو پریرا و باشگاه فوتبال لیبرتاد اشاره کرد.
وی همچنین در تیم ملی فوتبال پاراگوئه بازی کرده‌است.